# Hôtel de Villeroy (Paris, 7e arrondissement)
Pour les articles homonymes, voir Hôtel de Villeroy.
L'hôtel de Villeroy est un hôtel particulier du XVIIIe siècle, situé au no 78 de la rue de Varenne dans le 7e arrondissement de Paris, non loin de l'hôtel de Matignon.
Construit à l'initiative d'Antoine Hogguer de Saint-Gall, baron de Presles pour sa maîtresse, la sociétaire Charlotte Desmares, il abrite depuis 1881, le ministère français de l'Agriculture et de l'Alimentation.

## Historique

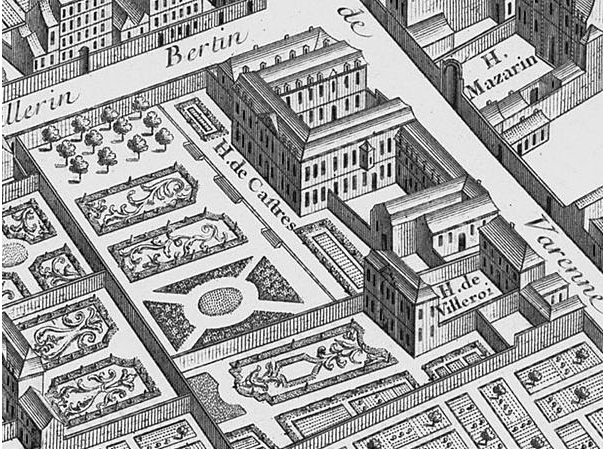
L'hôtel de Villeroy en 1737 sur un plan dressé par Turgot.

L'hôtel de Villeroy est construit entre 1713 et 1724 par l'architecte français François Debias-Aubry, pour le banquier suisse Antoine Hogguer de Saint-Gall, baron de Presles. Il l'offre d'emblée à sa maîtresse, la comédienne et sociétaire de la Comédie-Française, Charlotte Desmares. Le couple se fait également construire, par le même architecte, la folie Desmares, dans la ville de Châtillon.
En 1726, le baron, en faillite, quitte Paris avec la comédienne et s'installe à Saint-Germain-en-Laye. Il loue alors successivement son hôtel aux ambassadeurs de Hollande puis d'Angleterre.
En 1735, l'hôtel est finalement vendu à François-Louis de Neufville de Villeroy. Celui-ci y mène, en 1746, une vaste campagne de travaux visant à agrandir l'hôtel, notamment par un salon circulaire à l'ouest réalisé par l'architecte français Jean-Baptiste Leroux. 
En 1766, le marquis s'éteint, son neveu Gabriel Louis hérite de l'hôtel, occupant son temps à y organiser de nombreuses fêtes. Il y accueille le roi de Danemark Christian VII et y fait même construire un petit théâtre ayant depuis, disparu.
En 1768, il vend la propriété à René Mans de Froulay, comte de Tessé, premier écuyer de la reine Marie Leszczyńska. Celui-ci souhaite y intégrer les écuries de la reine. L'idée n'ayant trouvé son terme, l'hôtel accueille brièvement la manufacture de pianos Érard en 1780.
En 1790, le comte est contraint à l'exil, confisqué comme bien national en 1794, l'hôtel est vendu puis racheté par l'État sous le Directoire, qui y installe l'inspection de santé militaire. En 1800, le comte est de retour dans son hôtel et y réside jusqu'en 1805, date à laquelle l'armée revient occuper les lieux.
Entre 1823 et 1827, l'hôtel héberge l'École d'application du Corps royal d'état-major puis la direction générale des Ponts et chaussées. En 1831, l'hôtel de Villeroy est la résidence officielle des ministres du Commerce, des Travaux publics et de l'Agriculture et à partir de 1851 celui du ministre de la Police générale puis la présidence du Conseil d'État et redevient ensuite le siège du ministère du Commerce et de l'Industrie.
L'hôtel devient officiellement le siège du ministère de l'Agriculture en 1881, sous la présidence de Jules Grévy.

## Description

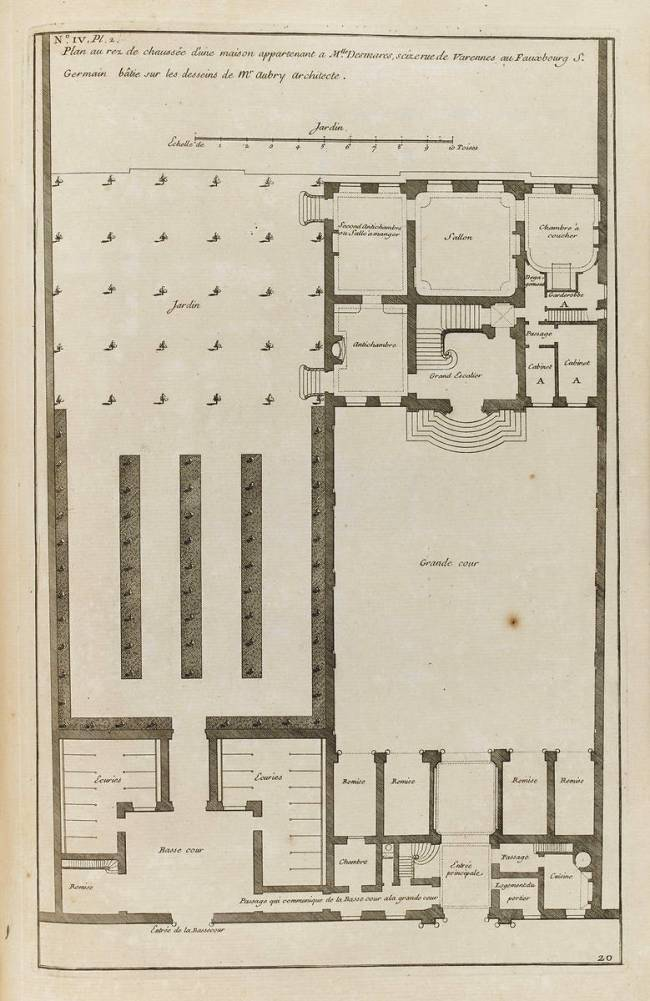
Hôtel de Villeroy - État d'origine.

L'hôtel initial, dessiné par François Debias-Aubry, se compose d'un premier bâtiment longeant la rue de Varenne, qui accueille alors les communs, les écuries et de nombreuses remises et d'un logis principal séparé par une cour d'honneur. Ce logis, bien plus petit qu'aujourd'hui est composé de cinq travées de fenêtres seulement. Les jardins, séparés de la cour à l'aide d'un mur écran, sont accessibles alors via la façade Est.  
En 1746, l'hôtel est agrandi d'une travée de fenêtres vers l'Est, et une demi rotonde abritant un salon ovale est également construite, donnant un accès plus majestueux aux jardins. La même année, des terrains voisins sont achetés, visant à agrandir les communs de l'hôtel donnant sur la rue de Varenne. Le mur écran partiellement démoli et remplacé par une aile reliant l'hôtel à ses communs. 

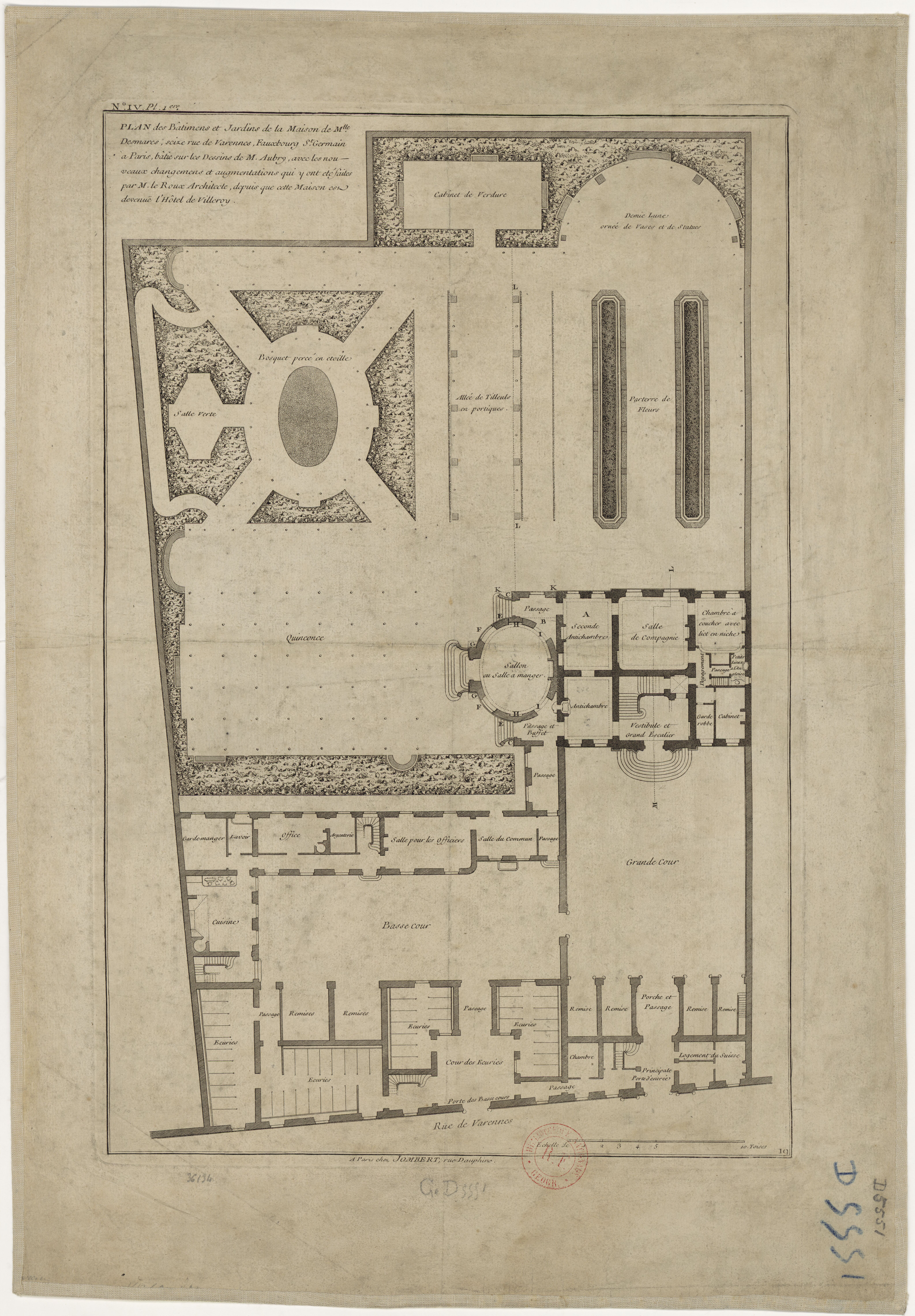
Hôtel de Villeroy - État 1746 (après travaux).

Sous le Second Empire, l'architecte Emmanuel Brune est chargé de rénover et d'agrandir les anciens communs, lesquels sont finalement démolis puis remplacés par les bâtiments actuels, en 1881, toujours sous la houlette du même architecte. En 1930, une nouvelle et dernière campagne majeure de travaux est lancée, outre la rénovation générale des bâtiments, le petit hôtel de Castries, voisin, est détruit , puis, par souci de symétrie, l'hôtel se voit affublé, à l'Ouest, de la même façade qu'à l'Est. 
L'hôtel de Villeroy comporte aujourd'hui les éléments suivants :
Rez-de-chaussée
Au rez-de-chaussée se trouve le bureau du directeur de cabinet du ministre, orné de deux tapisseries de la manufacture des Gobelins, d'œuvres de Zao Wou Ki et d'André Beaudin (Soleil) et de trois fauteuils d'après Richard Peduzzi. Le bureau du chef de cabinet est composé de chaises et fauteuils de style Empire, d'une table en acier et verre signée Dino Gavina et de chaises en métal laqué et cuir du designer Paolo Piva et d'une tapisserie des Gobelins du XVIIe siècle (La terre, de la série « Éléments », d'après Charles Le Brun). Le bureau du ministre comporte un lustre de style Empire, une tapisserie des Gobelins du XVIIe siècle (La défaite du comte de Marsin d'après Charles Le Brun) et du mobilier signé Andrée Putman.
Escalier d'honneur
La rampe en fer forgé de l'escalier d'honneur est ornée de « L » entrelacés (en référence au roi). Une tapisserie, La nuit (d'après Bram Van Welde) y prend place.
Premier étage
Au premier étage se trouve la grande salle à manger, où prennent place un lustre de 54 lumières de style Napoléon III et quatre appliques de style Louis XVI (les deux éléments sont en bronze dorés) ; la pièce a été intégralement restaurée entre 2001 et 2002. Dans le salon des conseillers trône un lustre de style Louis-Philippe restauré en 2012 et dans le secrétariat des conseillers un lustre de style Empire de 36 lumières (il est à noter que le bureau du ministre s'y trouvait jusqu'en 1998). Dans les autres bureaux de conseillers se trouvent plusieurs œuvres d'art comme une pendule, L'Astronomie, réalisée par « Lépine, horloger de l'Impératrice », des consoles en merisier d'après Richard Peduzzi ou encore des fauteuils et un bureau de style Empire. Dans une antichambre se trouvent deux tapisseries des Gobelins du XVIIe siècle : La reddition de Marsal et Le vol de l'âne, ainsi qu'un lustre de style Empire et un tonneau de Morat (du nom d'un chêne de l'Allier né vers 1660 et abattu en 2004 pour maladie).
Jardin
Le jardin est composé d'une large pelouse. En son centre se trouve une copie d'une sculpture réalisée par Auguste Suchelet, l’Enlèvement de Proserpine par Pluton (l'originale, réalisée par François Girardon, prend place dans le bosquet de la Colonnade au sein du parc du château de Versailles). Un potager a été créé en 2013.
Salle Sully
Elle se trouve dans le bâtiment qui donne sur la rue. Elle est composée d'un plafond à caissons décoré d'allégories entre 1885 et 1887, de fresques de Jean-Paul Sinibaldi (Célébration du commerce et de l'industrie en 1898 et Célébration de l'agriculture en 1901) et d'une cheminée monumentale surmontée deux sculptures allégorique en l'honneur du commerce et de l'agriculture. Dans la galerie se trouve une statue de plâtre de Parmentier réalisée en 1887 par Adrien Étienne Gaudez et des portraits des ministres et secrétaires d'État à l'Agriculture. Dans la salle Pisani se trouvait jusqu'en 2014 le bureau du ministre délégué à l'Agroalimentaire ; il est orné d'une tapisserie des Gobelins réalisée en 1988, Jardin bleu (d'après un carton d'Étienne Hajdu) et des pièces de mobilier d'après Théodore Waddel, Roberto Palomba et Ludovica Sérafini.

## Protection
L'hôtel est inscrit monument historique pour ses façades et toitures des bâtiments du XIXe siècle, dus à l'architecte Emmanuel Brune par arrêté du 10 février 1994. Il est également classé monument historique pour l'ensemble de l'ancien logis du XVIIIe siècle, par arrêté du 10 février 1994.

## Résidents célèbres
- Charlotte Desmares, sociétaire de la Comédie-Française (1724-1726)
- René Mans de Froulay, comte de Tessé, premier écuyer de Marie Leszczyńska, reine de France
- François-Louis de Neufville, 4e duc de Villeroy
- Gabriel Louis François de Neufville, 5e duc de Villeroy, et son épouse Jeanne-Louise Constance d’Aumont de Villequier (1731-1816)
- Paul Devès, avocat, magistrat et homme politique français

## Galerie

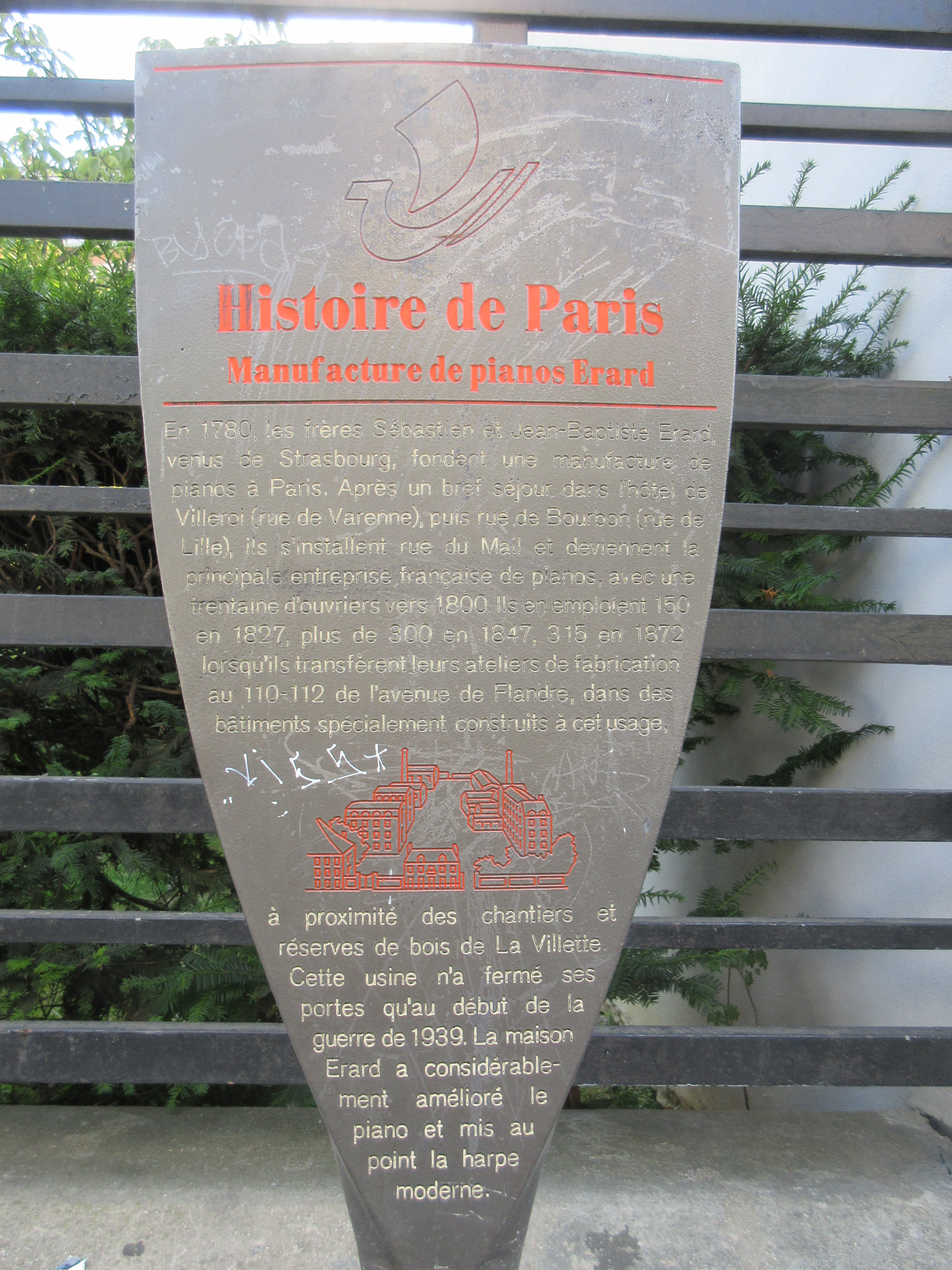
Panneau Histoire de Paris « Manufacture de pianos Érard ».

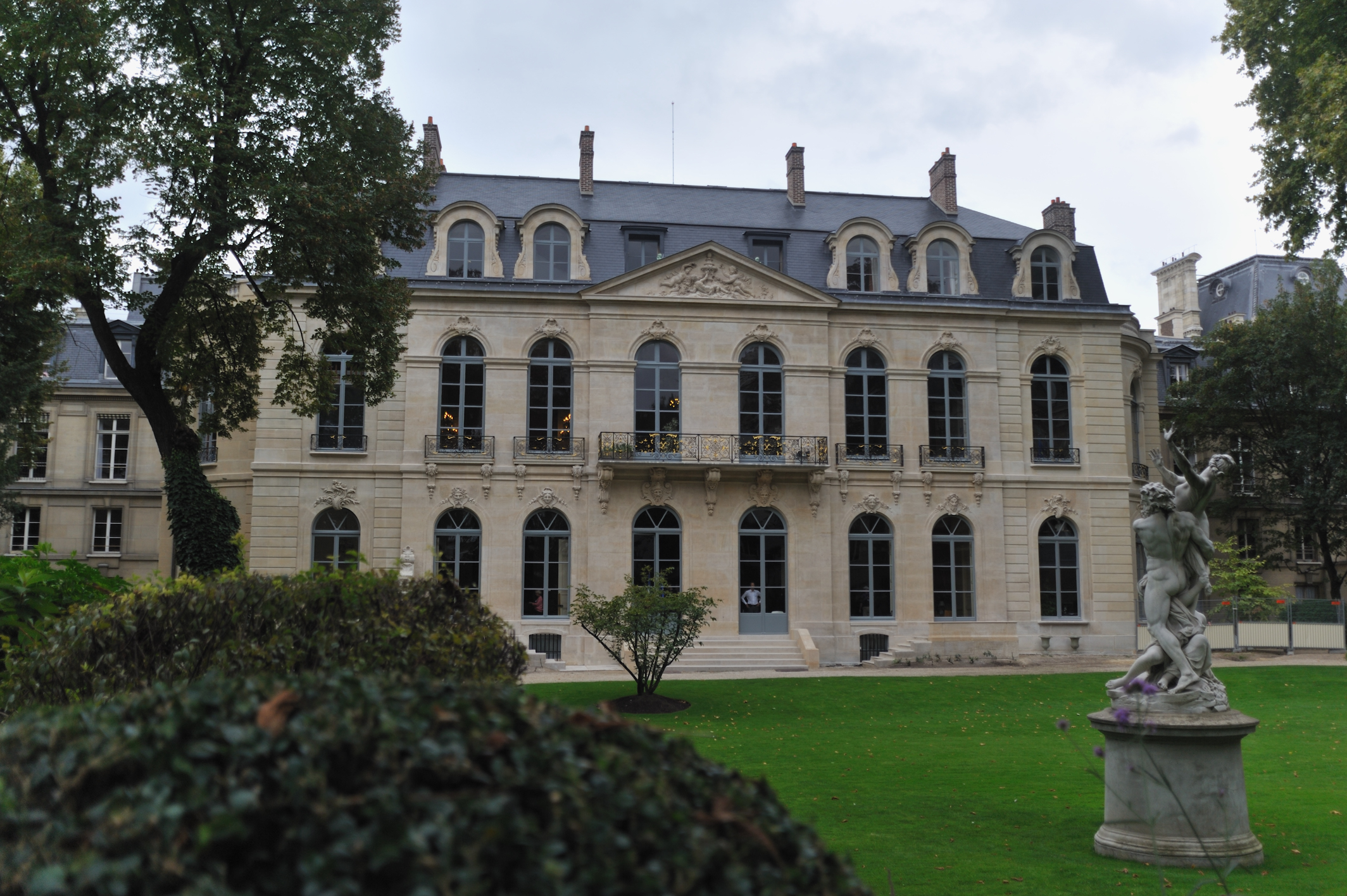
Façade côté jardin.